# Référendum constitutionnel de 1958 en Haute-Volta
Un référendum sur la nouvelle constitution française a été organisé en Haute-Volta le 28 septembre 1958 dans le cadre du référendum constitutionnel français de 1958  organisé dans toute l'Union française. La nouvelle constitution devait permettre au pays de faire partie de la nouvelle Communauté française si elle était acceptée, ou conduire à l'indépendance si elle était rejetée. Malgré certaines oppositions, elle a été approuvée par 99,18% des votants.

## Résultats
| Choix                            | Votes     | %     |
| -------------------------------- | --------- | ----- |
| Pour                             | 1 415 651 | 99.18 |
| Contre                           | 11 687    | 0,82  |
| Votes invalides/blancs           | 3 829     | –     |
| Total                            | 1 431 167 | 100   |
| Électeurs inscrits/participation | 1 914 908 | 74,74 |
| Source : Démocratie Directe      |           |       |